# Катаріна Баштернакова
Катаріна Баштернакова (словац. Katarína Bašternáková; нар. 12 жовтня 1982) — колишня словацька тенісистка.
Найвищу одиночну позицію світового рейтингу — 292 місце досягла 21 травня 2001, парну — 441 місце — 7 лютого 2000 року.
Здобула 2 парні титули туру ITF.

## Фінали ITF (2–1)

### Одиночний розряд (0–1)
| Легенда          |
| ---------------- |
| Турніри $100,000 |
| Турніри $75,000  |
| Турніри $50,000  |
| Турніри $25,000  |
| Турніри $10,000  |

| Фінали за покриттям |
| ------------------- |
| Тверде (0–0)        |
| Ґрунт (0–1)         |
| Трава (0–0)         |
| Килим (0–0)         |

| Результат | Ранг | Дата          | Категорія | Турнір           | Покриття | Суперниця     | Рахунок  |
| --------- | ---- | ------------- | --------- | ---------------- | -------- | ------------- | -------- |
| Поразка   | 1.   | 5 лютого 2001 | $10,000   | Майорка, Іспанія | Ґрунт    | Естер Мольнар | 3–6, 4–6 |

### Парний розряд (2–0)
| Легенда          |
| ---------------- |
| Турніри $100,000 |
| Турніри $75,000  |
| Турніри $50,000  |
| Турніри $25,000  |
| Турніри $10,000  |

| Фінали за покриттям |
| ------------------- |
| Тверде (0–0)        |
| Ґрунт (2–0)         |
| Трава (0–0)         |
| Килим (0–0)         |

| Результат | Ранг | Дата           | Категорія | Турнір          | Покриття | Партнерка             | Суперниці                      | Рахунок                 |
| --------- | ---- | -------------- | --------- | --------------- | -------- | --------------------- | ------------------------------ | ----------------------- |
| Перемога  | 1.   | 14 червня 1999 | $10,000   | Познань, Польща | Ґрунт    | Станіслава Грозенська | Ева Фіслова Габріела Волекова  | 6–3, 7–5                |
| Перемога  | 2.   | 30 жовтня 2000 | $10,000   | Каїр, Єгипет    | Ґрунт    | Алена Пауленкова      | Даніела Клеменшиц Судзукі Аяко | 1–4, 5–4(5–3), 4–1, 4–0 |

## Фінали турнірів Великого шолома

### = Дівчата, одиночний розряд
| Результат | Рік  | Турнір                                 | Покриття | Суперниця       | Рахунок  |
| --------- | ---- | -------------------------------------- | -------- | --------------- | -------- |
| Поразка   | 1999 | Відкритий чемпіонат Австралії з тенісу | Тверде   | Віржіні Раззано | 1–6, 1–6 |